# Alando Tucker
Alando Forest Tucker (ur. 11 lutego 1984 w Joliet) – amerykański koszykarz, występujący na pozycjach niskiego lub silnego skrzydłowego, po zakończeniu kariery zawodniczej trener koszykarski, obecnie asystent trenera drużyny akademickiej Wisconsin Badgers. 
Został wybrany z numerem 29 draftu NBA do drużyny Phoenix Suns.

## Kariera NBA

### Pierwsze wypożyczenie do Albuquerque Thunderbirds
Po dwóch meczach dla Phoenix Tucker został oddany do zespołu NBDL Albuquerque Thunderbirds. Po kilku meczach, w których zdobywał odpowiednio: 25, 40 i 32 punkty, 18 grudnia 2007 wrócił do Phoenix.

### Drugie wypożyczenie do Albuquerque Thunderbirds
11 stycznia 2008 został ponownie wypożyczony do Albuquerque, by powrócić do NBA po 10 dniach. W tym czasie grał wyśmienicie, notując  odpowiednio:
- 12 stycznia – Austin Toros – Tucker 33 punkty, 10 zbiórek.
- 13 stycznia – Rio Grande Valley Vipers – Tucker 39 punktów
- 15 stycznia – Colorado 14ers – Tucker 26 punktów
- 19 stycznia – Dakota Wizards – Tucker 29 punktów.

### Trzecie wypożyczenie do Albuquerque Thunderbirds
Tucker został po raz kolejny wypożyczony 12 marca 2008. W 21 spotkaniach zanotował średnio 27,7 punktu, 6 zbiórek i 1,6 asysty. 5 kwietnia powrócił do Phoenix Suns z tytułem gracza tygodnia ligi NBDL.

### Wypożyczenie do Iowa Energy
Tucker został po raz czwarty wypożyczony, tym razem do Iowa Energy, 26 grudnia 2008. Powrócił do NBA po zaledwie dwóch meczach, 2 stycznia 2009.

## Osiągnięcia
Na podstawie, o ile nie zaznaczono inaczej.
NCAA
- Uczestnik rozgrywek:
  - Elite 8 turnieju NCAA (2005)
  - Sweet 16 turnieju NCAA (2003, 2005)
  - turnieju NCAA (2003–2007)
- Mistrz:
  - turnieju konferencji Big Ten (2004)
  - sezonu regularnego Big 10 (2003)
- Zawodnik roku konferencji Big Ten (2007)[3]
- MVP turnieju Paradise Jam (2006)
- Laureat:
  - Senior CLASS Award (2007)[4]
  - Chicago Tribune Silver Basketball (Big Ten MVP - 2007)
- Zaliczony do:
  - I składu:
    - All-American (2007)
    - Big Ten (2006, 2007)
    - turnieju Big Ten (2007)
    - najlepszych pierwszorocznych zawodników Big Ten (2003)

  - III składu Big Ten (2005)
  - składu All-Big Ten honorable mention (2003)

Klubowe
- Mistrz Słowacji (2013)
- Wicemistrz:
  - EuroChallenge (2011)
  - Bułgarii (2014)
- 4. miejsce:
  - podczas mistrzostw Rosji (2011)
  - w pucharze Rosji (2011)

Indywidualne
- Liderzy strzelców D-League (2008)
- MVP tygodnia:
  - D-League (17.12.2007)
  - Eurocup (10. kolejka – 2013–2014)